# Elaboration (Psychologie)
Unter Elaboration (lateinisch laborare ‚arbeiten‘) wird in der Psychologie der Prozess der vertieften Informationsverarbeitung im Gehirn beim Lernen verstanden, durch welchen neu erworbenes Wissen in die bereits bestehenden Strukturen des Langzeitgedächtnisses integriert wird. Das hierdurch entstehende Netzwerk enthält redundante Verknüpfungen zwischen allen gespeicherten Informationen in Form sprachlicher, visueller oder akustischer Assoziationen, wodurch sowohl das spätere Auffinden und der Abruf des Gelernten durch seine Beziehungen zu anderen Gedächtnisinhalten erleichtert, aber auch die Wahrscheinlichkeit des Vergessens verringert wird.

Eine weitere Definition von Schenk im Sinne der „Schema-Theorie“ lautet:
„Elaboration ist die Vernetzung externer Information mit Schemainformation. Die neue Information wird durch vorhandenes Wissen und bestehende Erfahrungen aufgefüllt und erhält daher eine persönliche Färbung.“

## Lernpsychologie
Im Bereich der Lernstrategien steht der Begriff Elaboration für eine wichtige Technik (siehe Klassifikation von Lernstrategien), die auch als "Verarbeitungslernen" bezeichnet wird und sich grundlegend von der Assoziation bzw. dem "Assoziationslernen" unterscheidet: Neue Informationen werden nicht nur durch oberflächliches Auswendiglernen von Begriffen (wie etwa Vokabeln einer Fremdsprache) oder Zahlen (Jahreszahlen im Geschichtsunterricht) gelernt, sondern durch das aktive Nachdenken über ihre Bedeutung mit vorhandenen Gedächtnisinhalten in Beziehung gesetzt und in bestehende Wissensnetze integriert.
Durch die Elaboration werden Informationen im Gedächtnis langfristig besser gespeichert und demzufolge auch besser erinnert, außerdem ermöglicht sie das Lernen komplexerer Sachverhalte und die Wiedergabe in vielfältigeren Kontexten (z. B. bei sprachlich veränderten Fragestellungen). Jedoch wird für die Speicherung wesentlich mehr Zeit und geistige Energie benötigt als beim reinen Assoziationslernen, da die Lerninhalte aktiv verarbeitet und verstanden werden müssen.

## Elaborationstechniken
Beispiele für Elaborationsstrategien sind
- das Wiedergeben von neuen Informationen in eigenen Worten,
- das Finden von Beispielen oder
- die Verknüpfung von neuen Informationen mit eigenem Vorwissen durch Mind-Maps oder (meist humorvolle und kreative) Eselsbrücken.